# ジェームズ・ムーニー
ジェームズ・ムーニー（James Mooney、1861年2月10日–1921年11月22日）は、アメリカ合衆国の人類学者。

## 経歴
1861年、インディアナ州リッチモンドに生まれた。彼の正規の教育は、都市部の公立学校に限られていた。リッチモンドで記者として働いた。
1885年から、ムーニーはワシントンD.C.のアメリカ民族学局（Bureau Of American Ethnology）で、J・W・パウエル局長の下で働き始め、合衆国のインディアン研究の第一人者となった。ワシントンでムーニーは、米軍がスー族に対して、1890年に「ウーンデッド･ニーの虐殺」を行うまで、アメリカインディアンの部族から、3000の部族名のリストをまとめた。彼は、いくつかのアメリカインディアンの保留地で長い期間過ごし、インディアン部族に対する独自の研究を行った。1890年代から心臓病を患い、1921年にワシントンDCの自宅でこの持病のために死去した。

## 研究内容・業績
チェロキー族の社会で数年を過ごし、彼らアメリカインディアンに関する民俗学で知られた。南東部及び大平原部族について、多くの調査報告を行っている。19世紀末インディアンの間で広まった、終末思想的信仰「ゴースト・ダンス」（Ghost Dance）についての研究で特に知られている。

### チェロキー族とムーニー
ムーニーはチェロキー族国家で数年間を過ごし、彼らの民俗文化を研究対象とした。しかし、チェロキー族は「ムーニーの研究は、神秘的な“高貴な野蛮人”に興味を持つ、特に白人のリベラル知識層向けに行われたものである」としていて、ムーニーについて、「チェロキーの歴史の中で、最大級の詐欺師、もしくはご都合主義者である」と徹底批判している。以下はチェロキー族のムーニーに関する公式コメントである。
ムーニーはおそらく、「詐欺師」と「ご都合主義者」の両方であり、“古典的な白人リベラリスト”です。彼の関心は彼から見た「リアルなインディアン」の伝統の変遷を止めさせるべく、独立国家としてのチェロキー族の文化を破壊して、白人が期待する「強い統一されたアメリカインディアンのアイデンティティ」を形作ることにありました。
ムーニーは、チェロキー族から伝統的な科学的思考を取り去ろうとし、そのためにペヨーテの輸入に手を貸し、1918年にネイティブ・アメリカン・チャーチの憲章を書いて、文化的な知識のなかった数千のチェロキー同胞を誤った道に導きました。
チェロキー族に関する19世紀末の彼の著作は、チェロキー族の文化に対する完全な歪曲のために、チェロキー族によって広く批判されています。皮肉にも彼が編纂したという『チェロキーの物語』は、彼自身が創作した多くの物語を含んでいます。場合によっては、実際とは異なる「彼の話」を、ムーニーは「本物」と思いこんでいたかもしれません。というのは、白人の人類学者が閉鎖的共同体の中で、長老から物語を聞けなかったとして、もっとも簡単に物話を聞ける相手といえば、金や物品、キャンディー目当ての子供たちか日和見主義者しかいなかったというのが本当のところだからです。
チェロキー族ではありませんが、スー族のヴァイン・デロリア・ジュニアは、「インディアン宣言書」である『カスターはその罪ゆえに死んだ』のなかで、アメリカインディアンの村での、大勢の白人人類学者との遭遇について解説しています。こういう場合、長老たちは「科学者たち」と話をしません。そして、人類学者は早く「古い物語」を聞きたいがために、子供たちに「古い物語」を話すよう、キャンディーで買収しました。子供たちは出来るだけたくさんキャンディーをもらうために、出来るだけたくさんの物語をでっち上げ、より「インディアンっぽい物語」をつくるために、「科学者」の集まりの場にさえ同行していました。子供たちは草に寝転がってキャンディを食べ、「科学者たち」のために「古い伝説」を作り、彼らは故郷に帰って「物語」を発表し、インディアン部族の文化に新しくも間違った付け足しを、永遠に続けるのです。
我々の伝統的な口承の中で、憂慮すべき傾向が発展していきました。たとえムーニーがチェロキー族共同体によって広く非難されたとしても、彼の「嘘」が印刷物となっているために、口承が廃れている多くのチェロキー族のなかでもともとの古い物話が忘れられ、ヨーロッパ白人の視点にとって代わられていくのです。そして、ムーニーの「異説」は大衆の中で増大しつつあります。今日、チェロキー族ではどんな理由であるにしろ、知らない間に大のおとなたちによって、速効薬のように我々の伝統が歪曲されているのです。
本当の知識を持った長老の前に座って学ぶことよりも、むしろ自分たちについての知識をムーニーのような詐欺師のねじ曲げたものから得ようとしている多くのチェロキー族がいます。（すべての高齢者が、長老であるというわけではありません！ 一部の人々は、ただ年をとっているだけです！）　これがムーニーがチェロキー族にとっての詐欺師である理由です。彼は、一人で116年の間、チェロキー族と非チェロキー族を騙し続けています。

## 家族・親族
- 妻：アイオネ・リー・ガウトとの間に6人の子供をもうけた。
- 息子：ポール・ムーニーはアメリカの作家。

## 著作
- Myths of the Cherokees (1888)
- Sacred Formulas of the Cherokees (1891)
- Siouan Tribes of the East (1894)
- The Messiah Religion and the Ghost Dance; Calendar History of the Kiowa Indians (1898)
- The Ghost-Dance Religion and the Sioux Outbreak of 1890 (1896)
- Calendar History of the Kiowa Indians
- The Cheyenne Indians (1907)
- Indian missions north of Mexico
- Linguistic families of Indian tribes north of Mexico